# Jack London (atleta)
Jack London (Georgetown, Guayana Británica, 13 de enero de 1905-Londres, Reino Unido, 2 de mayo de 1966) fue un atleta británico, especialista en la prueba de 4 x 100 m en la que llegó a ser medallista de bronce olímpico en 1928.

## Carrera deportiva
En los JJ. OO. de Ámsterdam 1928 ganó la medalla de bronce en los relevos 4 x 100 metros, con un tiempo de 41.8 segundos, llegando a meta tras Estados Unidos (oro con 41.0 segundos que fue récord del mundo) y Alemania (plata), siendo sus compañeros de equipo Edward Smouha, Walter Rangeley y Cyril Gill.